# فرودگاه سنندج
فرودگاه بین‌المللی سنندج فرودگاهی بین‌المللی در غرب ایران است که در شهر سنندج مرکز استان کردستان واقع شده‌است.
در سال ۲۰۱۶ میلادی ۸۶۸ نشست و برخاست هواپیما در این فرودگاه انجام شد و ۶۷٬۹۴۴ نفر مسافر و ۳۰۴٬۳۹۸ کیلوگرم بار از طریق آن جابجا شدند.

## شرکت‌های هواپیمایی و مقصدهای پروازی
| شرکت‌های هواپیمایی | مقصدهای پروازی |
| ----------------- | -------------- |
| هواپیمایی قشم ایر | تهران          |

## امکانات و تسهیلات رفاهی فرودگاه سنندج
در فرودگاه سنندج امکانات و تسهیلات رفاهی شامل تاکسیرانی، چرخ دستی، دو دستگاه خودپرداز، بوفه و رستوران، فروشگاه سوغاتی، اورژانس، غرفۀ اطلاعات اقامتی و گردشگری و شمارۀ شبانه‌روزی ۱۹۹ برای اطلاعات پرواز وجود دارد.

## تاریخچه
فرودگاه سنندج از فرودگاه‌های قدیمی ایران است و ساخت آن از اوایل دهۀ ۱۳۳۰ در محلی به نام سرنه‌وه واقع در انتهای پادگان لشکر ۲۸ کنونی آغاز شد. این فرودگاه در ابتدا دارای یک باند خاکی بود که هنوز بقایایی از آن به جا مانده است. در آن زمان هواپیمایی ایران ایر با هواپیمای داگلاس ۴۷ به این فرودگاه پرواز داشته‌است. فرودگاه کنونی سنندج دومین فرودگاه این شهر است.

## وضعیت نامطلوب فرودگاه
در اردیبهشت ۱۴۰۴ نمایندۀ حوزۀ انتخابیه قروه و دهگلان در دوازدهمین دورۀ مجلس شورای اسلامی با انتقاد از وضعیت فرودگاه سنندج از «حذف تدریجی سنندج از نقشۀ حمل ونقل هوایی کشور» سخن گفت و مدیریت این فرودگاه را «ناکارآمد» و «تمرینی» دانست و گفت مدیران صرفاً برای رزومه‌سازی و سپس ارتقای شغلی به مدیریت این فرودگاه منصوب می‌شوند. به گفتۀ او مدیران وعده‌هایی مبنی بر افزایش تعداد پروازها، اتصال هوایی به مراکز مهم کشور، یا ارتقاء زیرساخت‌های فرودگاه سنندج داده‌اند، اما در عمل تعداد پروازها به طور تدریجی کاهش یافته، پروازهای ثابت لغو شده و خدمات قابل اتکایی به مسافران ارائه نشده است.

## نگارخانه

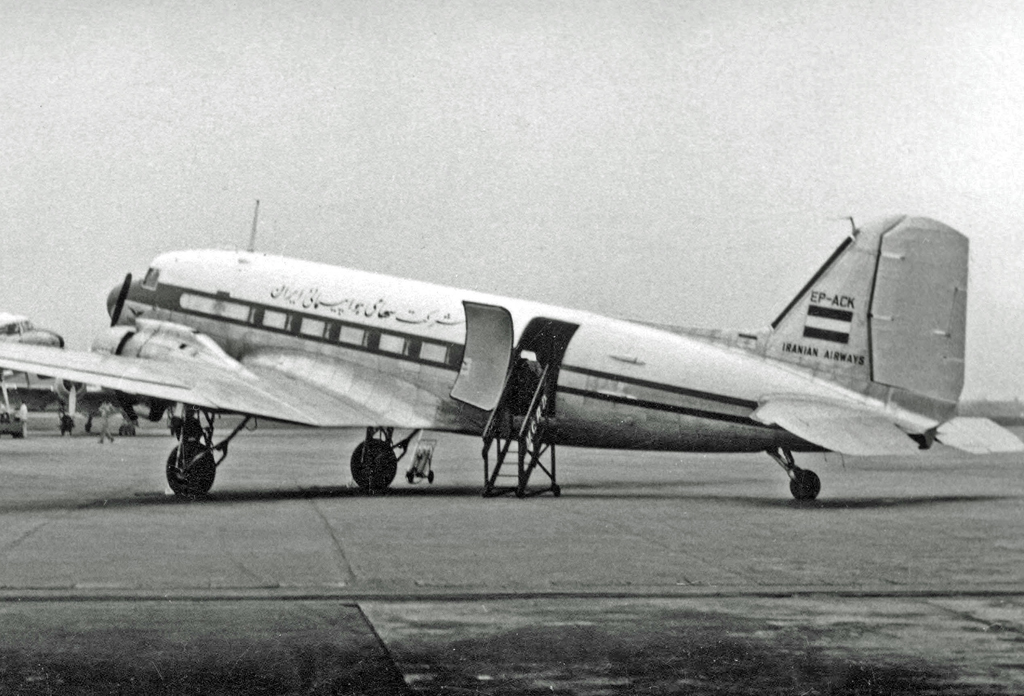
Iranian Airways Douglas DC-3 freighter in 1954